# Helina latifrons
Helina latifrons är en tvåvingeart som beskrevs av Shinonaga 2003. Helina latifrons ingår i släktet Helina och familjen husflugor. Inga underarter finns listade i Catalogue of Life.